# Premio Oscar
L'Academy Award (ufficialmente Academy Award of Merit), più noto come premio Oscar o semplicemente Oscar, è il premio cinematografico più prestigioso e antico al mondo, dacché venne assegnato per la prima volta il 16 maggio 1929.
I premi vengono conferiti dall'Academy of Motion Picture Arts and Sciences (AMPAS), un'organizzazione professionale onoraria costituita da personalità (per lo più statunitensi) che hanno portato avanti la loro carriera nel mondo del cinema quali attori, registi, produttori e altre professioni cinematografiche, e che nel 2007 contava circa 6 000 membri votanti.
È considerato l'equivalente del premio Emmy per la televisione, del Grammy Award per la musica e del Tony Award per il teatro; essere premiati a ognuno di tali premi, insieme abbreviati nell'acronimo EGOT, è come vincere un Grand Slam nel mondo dello show-business.

## Caratteristiche
Il nome ufficiale della statuetta dorata che fa da prova concreta di ricezione del premio è Academy Award of Merit (dall'inglese "premio di merito dell'accademia"), mentre vi sono varie versioni su come venne coniato il nomignolo Oscar. Secondo la più accreditata, esso ebbe origine da un'esclamazione di Margaret Herrick, impiegata all'Academy of Motion Picture Arts and Sciences, la quale, vedendo la statuetta sopra un tavolo, esclamò: «Assomiglia proprio a quel pelato di mio marito Oscar!»
La statuetta è di bronzo placcato in oro 24 carati (ma, durante gli anni della seconda guerra mondiale dal 1942 al 1945, fu realizzata di gesso per via della paura che qualcuno le rubasse o le vendesse, come sarebbe accaduto molte volte negli anni successivi). Dal 1945 è rimasta la stessa con un'altezza di 34 centimetri, un peso di  4 kg ed un valore commerciale di 300 dollari; inoltre i vincitori sono invitati a non venderla ma, casomai, restituirla all'AMPAS. Di lei disse una volta la sceneggiatrice Frances Marion:
Il nome Oscar è, inoltre, un marchio registrato della stessa Academy of Motion Picture Arts and Sciences. 
Il soprannome "Oscar" nasce dal nome proprio di persona maschile. Nella lingua inglese si usa "Oscar" per il singolare e "Oscars" per il plurale, nella lingua italiana invece, come avviene di norma per le parole straniere, si usa "Oscar" sia per il singolare che per il plurale.
I premi vennero consegnati per la prima volta nella Blossom Room dell'Hollywood Roosevelt Hotel di Los Angeles il 16 maggio 1929 (per la stagione 1927-28), ma i nomi dei vincitori erano già stati annunciati tre mesi prima. Per qualificarsi, un film doveva uscire nella città californiana nei dodici mesi terminanti il 31 luglio dell'anno precedente. Dal 1934 la candidatura è valida se il film è uscito nell'anno solare precedente.

Dall'edizione del 1963 la categoria premio per i migliori effetti speciali, fu divisa in due: premio per i migliori effetti sonori e premio per i migliori effetti speciali visivi. Dal 1982 la categoria premio per il miglior trucco divenne annuale.

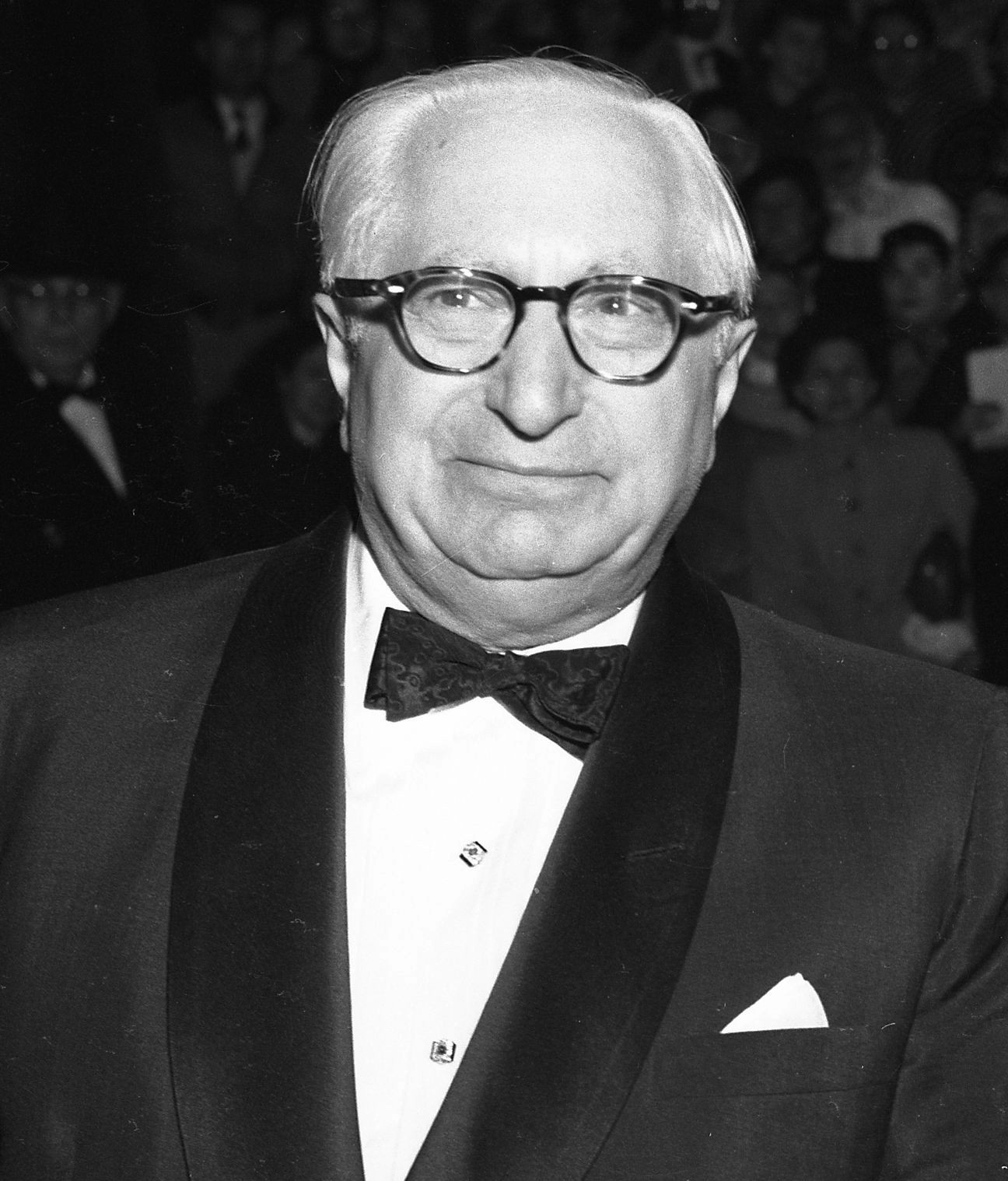
Louis B. Mayer, ideatore e poi cofondatore dell'Academy of Motion Picture Arts and Sciences

## Procedure di candidatura e assegnazione
Prima del 2004 le candidature all'Oscar venivano annunciate al pubblico agli inizi di febbraio; dal 2004, invece, le candidature vengono rese pubbliche a fine gennaio.

### I votanti
L'appartenenza all'Academy of Motion Picture Arts and Sciences è suddivisa in diciassette rami, ciascuno dei quali rappresenta un settore diverso della produzione cinematografica. Ogni membro ha diritto a essere in uno solo di quei rami. Quello degli attori è il più grosso blocco votante, e nel 2006 era costituito da 1311 membri, ovvero dal 22 per cento dell'Academy.
Tutti i membri dell'Academy vi entrano perché invitati dal suo Consiglio di Amministrazione ("Board of Governors"). Si diventa eleggibili a soci in due modi: o perché si è vinto un Oscar in modo competitivo, o perché due membri di una determinata branca hanno sponsorizzato il candidato per un'elezione a socio della loro stessa branca, sulla base di significativi e pertinenti contributi dati nel campo del cinema.
Le nuove proposte di adesione vengono considerate a scadenza annuale. Fino al 2007, per ciascun anno venivano annunciati i nomi di coloro che erano stati invitati a partecipare quell'anno; oggi, l'Academy non rivela pubblicamente il nome dei suoi membri. La conferenza stampa del 2007 affermò anche che essa aveva poco meno di 6 000 membri votanti. Delle politiche rigorose di adesione hanno conservato il loro numero pressoché costante da allora.
L'appartenenza all'Academy non ha scadenze, anche se il membro ha difficoltà a realizzare dei progetti o dei lavori.
Nel 2012, sono stati pubblicati i risultati di uno studio condotto dal Los Angeles Times, che descrive la composizione demografica di circa l'88% dei membri votanti dell'AMPAS. Secondo lo studio, dei 5 100 e più elettori attivi confermati, il 94% era caucasico, il 77% era di sesso maschile, il 54% era di età superiore ai 60 anni e il 33% era costituito da ex-candidati (14%) e vincitori (19%).
Per le 73 premiazioni annuali degli Oscar antecedenti al 2007, i voti sono stati accertati dalla società di revisione PricewaterhouseCoopers e dal suo predecessore Price Waterhouse.

### Le regole
Per essere candidato agli Oscar, un film statunitense deve essere stato distribuito nella Contea di Los Angeles durante il precedente anno solare, tra la mezzanotte del 1º di gennaio e la mezzanotte della fine del 31 dicembre, e deve essere stato emesso nei cinema per almeno sette giorni consecutivi (regole ufficiali 2 e 3 dell'Academy) (The Hurt Locker, vincitore del premio Oscar come Miglior film nel 2010, fu distribuito nel 2008, ma non si qualificò per gli Oscar di quell'anno in quanto fu distribuito nella Contea di Los Angeles solo nel 2009, qualificandosi così per i premi dell'anno successivo). La candidatura come Miglior film straniero non sottostà a tali clausole, ma i film stranieri devono includere dei sottotitoli in inglese, e ogni paese può presentare un solo film all'anno.
La Regola 2 dell'Academy stabilisce inoltre che il film che voglia candidarsi per altri premi, rispetto a quello come Miglior cortometraggio, debba avere una lunghezza minima di 40 minuti; inoltre il film deve essere in formato da 35 o da 70 millimetri, oppure, se digitale, deve essere stato filmato in scansione progressiva con una risoluzione minima di 2 048 per 1 080 pixel e una velocità di 24 o 48 fotogrammi al secondo.
I produttori devono compilare un modulo on-line sugli Official Screen Credits prima di una data di scadenza. Nel caso in cui il modulo non venga completato e inviato entro il termine definito, il film relativo diviene ineleggibile per qualunque anno. Ciascun modulo compilato viene poi controllato e inserito in una lista delle pubblicazioni eleggibili all'Oscar, lista chiamata ufficialmente Reminder List of Eligible Releases.
A settembre 2020 sono stati annunciati nuovi standard per la rappresentazione e l'inclusione, per la candidabilità nella categoria di Miglior film, entrati in vigore pienamente a partire dalla 96ª edizione degli Oscar (2024). I requisiti spaziano dall'inclusione di gruppi sotto rappresentati (nel cast o nel personale di produzione) al tema del film, che dev'essere centrato sui suddetti gruppi. In particolare, le nuove regole impongono il rispetto di almeno 2 dei 4 standard.

### Le votazioni
Alla fine di dicembre vengono inviate le schede elettorali e copie della Reminder List of Eligible Releases ai circa 6.000 membri attivi dell'Academy. I membri della maggior parte delle categorie possono votare solo per determinare i candidati ai premi dedicati alle loro rispettive categorie (ad esempio i registi votano per determinare i candidati ai premi alla Miglior Regia, ma non quelli ad altri premi). In tutte le principali categorie, gli elettori votano inoltre in un sistema maggioritario in cui i potenziali candidati sono scelti per il maggior numero di voti che li piazzano come primi in un sistema a voto singolo trasferibile.
Questo sistema non viene utilizzato nel caso di categorie minori come quelle dei Premi al Miglior film straniero, al Miglior documentario e al Miglior film d'animazione. In questi casi i candidati sono selezionati da appositi comitati di selezione composti da membri provenienti da tutti i rami della produzione cinematografica. Nel caso particolare del premio al Miglior film, inoltre, tutti i membri votanti sono idonei a selezionare i candidati per la categoria.
I vincitori vengono poi determinati da un secondo turno di votazioni in cui tutti i membri sono autorizzati a votare per la maggior parte delle categorie, tra cui quella di Miglior Film.
Nel tentativo di migliorare le probabilità di ricevere degli Oscar e/o altri premi cinematografici conferiti nella stagione dei premi, le compagnie cinematografiche arrivano a spendere fino a diversi milioni di dollari in marketing per i loro elettori. L'Academy, per contro, applica severe regole per limitare delle aperte campagne dei suoi membri a favore di questo o quell'altro film, come pure severe regole per eliminare gli eccessi e per prevenire una diminuzione della dignità nella cerimonia dell'assegnazione degli Oscar. Essa ha istituito un premio "zar" dedicato al personale che assiste i membri sulle pratiche ammesse e contribuisce alle sanzioni dei trasgressori. Un produttore del vincitore del premio al miglior film del 2009, The Hurt Locker, è stato squalificato dal premio dopo aver contattato dei colleghi esortandoli a votare per il suo film e non per un altro che era visto come favorito.
Il 24 giugno 2009 Sid Ganis, l'allora presidente dell'Academy, annunciò che a partire dall'edizione 2010 potevano essere candidati nella categoria miglior film fino a dieci lungometraggi.
Nel maggio 2011 l'Academy ha inviato una lettera per riferire ai suoi circa 6000 membri che sarebbe stato implementato un sistema di voto degli Oscar on-line nel 2013.

## Categorie
- Oscar al miglior film (Academy Award for Best Picture), dal 1929;
- Oscar al miglior regista (Academy Award for Best Director), dal 1929;
- Oscar al miglior attore (Academy Award for Best Actor in a Leading Role), dal 1929;
- Oscar alla miglior attrice (Academy Award for Best Actress in a Leading Role), dal 1929;
- Oscar al miglior attore non protagonista (Academy Award for Best Supporting Actor), dal 1937;
- Oscar alla miglior attrice non protagonista (Academy Award for Best Supporting Actress), dal 1937;
- Oscar alla miglior sceneggiatura non originale (Academy Award for Best Adapted Screenplay), dal 1929;
- Oscar alla miglior sceneggiatura originale (Academy Award for Best Original Screenplay), dal 1941;
- Oscar al miglior film internazionale (Academy Award for Best International Feature Film), dal 1948[21];
- Oscar al miglior film d'animazione (Academy Award for Best Animated Feature), dal 2002;
- Oscar alla miglior fotografia (Academy Award for Best Cinematography), dal 1929;
- Oscar alla miglior scenografia (Academy Award for Best Production Design), dal 1929;
- Oscar ai migliori costumi (Academy Award for Best Costume Design), dal 1949;
- Oscar ai migliori trucco e acconciatura (Academy Award for Best Makeup and Hairstyling), dal 1983;
- Oscar ai migliori effetti speciali (Academy Award for Best Visual Effects) dal 1941;
- Oscar al miglior montaggio (Academy Award for Best Film Editing), dal 1936;
- Oscar al miglior sonoro (Academy Award for Best Sound), dal 1931;
- Oscar alla miglior colonna sonora originale (Academy Award for Best Original Score) dal 1936;
- Oscar alla miglior canzone originale (Academy Award for Best Song), dal 1935;
- Oscar al miglior documentario (Academy Award for Best Documentary Feature), dal 1943;
- Oscar al miglior cortometraggio documentario (Academy Award for Best Documentary Short Subject), dal 1942;
- Oscar al miglior cortometraggio (Academy Award for Best Live Action Short Film), dal 1937;
- Oscar al miglior cortometraggio d'animazione (Academy Award for Best Animated Short Film), dal 1932.

### Premi speciali
- Oscar onorario (Academy Honorary Award), dal 1929;
- Premio alla memoria Irving G. Thalberg (The Irving G. Thalberg Memorial Award), dal 1939;
- Premio umanitario Jean Hersholt (The Jean Hersholt Humanitarian Award), dal 1958;
- Oscar Special Achievement Award (Academy Special Achievement Award), dal 1973;
- Premio Gordon E. Sawyer (Gordon E. Sawyer Award), dal 1982;
- Oscar scientifico o tecnico (Academy Award, Scientific or Technical) dal 1932 su tre livelli:
  - Oscar al merito (Academy Award of Merit);
  - Oscar al merito tecnico-scientifico (Scientific and Engineering Award);
  - Oscar alla tecnica (Technical Achievement Award).

Il premio alla memoria Irving G. Thalberg, il premio umanitario Jean Hersholt e l'Oscar alla carriera sono stati raggruppati sotto l'etichetta di Testimonial Awards e affidati, per determinarne e discuterne l'assegnazione, al Consiglio di Amministrazione dell'AMPAS. Lo stesso organo ha il compito di designare il vincitore del premio Gordon E. Sawyer, tramite una votazione con maggioranza dei 2/3, relativa al candidato proposto dal comitato scientifico e tecnico dell'Academy.
Il premio alla Memoria Irving G. Thalberg è un busto, mentre gli altri premi sono le classiche statuette dell'Oscar.

### Premi non più assegnati
- Oscar alla migliore produzione artistica (Academy Award for Best Unique and Artistic Picture), solo nel 1929;
- Oscar giovanile (Academy Juvenile Award), dal 1934 al 1960;
- Oscar alle migliori didascalie (Academy Award for Best Title Writing), solo nel 1929;
- Oscar alla miglior coreografia (Academy Award for Best Dance Direction), dal 1936 al 1938;
- Oscar al miglior montaggio sonoro (Academy Award for Best Sound Editing), dal 1963 al 2019.

## Cerimonie
La Notte degli Oscar è una cerimonia molto elaborata che dal 2004 si tiene generalmente l'ultima domenica di febbraio o la prima di marzo. Fino ad allora, generalmente avveniva il primo lunedì di primavera (in Italia nella notte tra lunedì e martedì), nella quale gli invitati fanno sfoggio delle creazioni dei più celebri stilisti, e viene trasmessa dalle televisioni di tutto il mondo. La cerimonia avviene di domenica dal 1999.

### Momenti di rilievo
Più volte ogni cerimonia si è caratterizzata per momenti esilaranti ma anche per momenti commoventi e particolari. Memorabile è, ad esempio, la premiazione con l'Oscar alla carriera a Charlie Chaplin nel 1972, che improvvisò sul palco la popolare scena del ballo dei panini in La febbre dell'oro. Vengono comunemente ricordati anche il pianto di John Wayne per la sua vittoria ai Premi Oscar 1970, e la vittoria di Marlon Brando dell'Oscar al miglior attore protagonista nei Premi Oscar 1973; Brando preferì infatti rinunciare alla statuetta: l'attore, che in quegli anni si era avvicinato alla causa degli amerindi, inviò alla cerimonia una giovane nativa, che tenne in sua vece un discorso di denuncia e di protesta contro l'ambiente hollywoodiano. Un altro momento straordinario fu la vittoria a sorpresa di Ingrid Bergman nel 1975 dell'Oscar alla migliore attrice non protagonista. La Bergman, salendo sul palco, ricordò a suo dire la meravigliosa performance di Valentina Cortese, anche lei candidata e che a dire della Bergman meritava l'Oscar.
Si ricorda inoltre, nell'edizione del 1992, il vigore di Jack Palance, che sul palco improvvisò un piegamento con un braccio solo. Altri momenti considerati come memorabili: il bacio tra Adrien Brody e Halle Berry nel 2003, la premiazione con l'Oscar alla carriera a Federico Fellini durante la cerimonia del 1993, che dal palco chiese a sua moglie Giulietta Masina di non piangere, e l'annuncio della vittoria e la gioia di Roberto Benigni, vincitore dell'Oscar per il miglior film straniero nel 1999, che per ricevere la statuetta passò sopra le teste del pubblico. Si ricorda anche quando, nel 2013, l'allora vincitrice come miglior attrice protagonista, Jennifer Lawrence, inciampò sul proprio abito, mentre saliva i gradini per ritirare il premio.
Nel 2014, durante l'86ª edizione, la conduttrice Ellen DeGeneres coinvolse in un selfie di gruppo dieci attori, quali: Bradley Cooper, Angelina Jolie, Jennifer Lawrence, Jared Leto, Lupita Nyong'o, Brad Pitt, Julia Roberts, Kevin Spacey, Meryl Streep e Channing Tatum. Nello scatto compare inoltre Peter N'yongo, fratello di Lupita, l'unico non attore. La fotografia, pubblicata istantaneamente su Twitter, venne ritwittata oltre 3,4 milioni di volte, disabilitando momentaneamente il social network e superando il record di retweet per una foto. Nel 2016, l'immagine venne inclusa tra le "100 foto che hanno cambiato il mondo" dal periodico Time.
Altro episodio si è verificato nell'edizione del 2017, quando viene proclamato l'Oscar al miglior film. Warren Beatty e Faye Dunaway inizialmente annunciarono La La Land come film vincitore. L'intero cast salì sul palco e iniziò il proprio discorso di ringraziamento, salvo essere interrotto per poi scoprire che a vincere la categoria fu Moonlight, il cui cast sostituì quello di La La Land sul palco per i discorsi di ringraziamento.
Nell'edizione del 2022 Will Smith salì sul palco durante la presentazione di Chris Rock per il miglior documentario, dando uno schiaffo al presentatore; durante il monologo, infatti, Chris aveva deriso l'aspetto fisico di Jada Pinkett Smith, per il suo aspetto rimembrante quello della protagonista del film: G.I. Jane. L'Academy prese le distanze da tale gesto, condannandolo. Dopo una riunione tenutasi a Los Angeles, l'Academy ha ufficialmente bandito l'attore da qualsiasi cerimonia legata agli Oscar per dieci anni.

## Oscar postumi
Esiste inoltre la possibilità di assegnare Premi Oscar postumi a un attore/attrice o ad altri collaboratori a una pellicola (registi, sceneggiatori, truccatori...) scomparsi qualche tempo prima della cerimonia di premiazione.

### Attori
Fra gli attori che hanno ottenuto tale riconoscimento:
- Peter Finch (1916-1977), vincitore nel 1977 del premio Oscar al miglior attore protagonista per Quinto potere.
- Heath Ledger (1979-2008), vincitore nel 2009 del premio Oscar al miglior attore non protagonista per Il cavaliere oscuro.

### Altri ruoli
- Sidney Howard (1891-1939) vincitore di un premio Oscar alla migliore sceneggiatura non originale nel 1940 per Via col vento.
- Geoffrey Unsworth (1914-1978) vinse il suo secondo Oscar alla migliore fotografia nel 1981 per Tess.
- Howard Ashman (1950-1991) vinse il suo secondo Oscar per la migliore canzone nel 1992 per il testo del brano Beauty and the Beast (musica di Alan Menken), tratto dal film Disney La bella e la bestia (nella cui colonna sonora erano presenti altre due canzoni del duo candidate agli Oscar: Belle e Be Our Guest). La creazione delle canzoni per La bella e la bestia e Aladdin era stato uno degli ultimi lavori di Ashman: tra l'altro la canzone Friend Like Me, composta assieme a Menken per Aladdin, ricevette una candidatura postuma nel 1993, venendo sconfitta da un brano dello stesso film Disney: A Whole New World (A. Menken-T. Rice).
- Conrad Hall (1926-2003) vinse il suo terzo Oscar alla migliore fotografia due mesi dopo la sua morte alla 75ª edizione per Era mio padre.

### Candidature postume
- Jeanne Eagels (1890-1929) fu candidata come migliore attrice protagonista nel 1929 per The Letter.
- James Dean (1931-1955) fu candidato come miglior attore protagonista nel 1956 per La valle dell'Eden e poi nel 1957 per Il gigante.
- Spencer Tracy (1900-1967) fu candidato come miglior attore protagonista nel 1968 per Indovina chi viene a cena?.
- Bernard Herrmann (1911-1975) ricevette una doppia candidatura nel 1977 per le colonne sonore di Obsession - Complesso di colpa e Taxi Driver.
- Massimo Troisi (1953-1994) fu candidato per la miglior sceneggiatura non originale e come miglior attore protagonista nel 1996 per Il postino.
- Anthony Minghella (1954-2008) fu candidato al premio come miglior film nel 2009 per The Reader - A voce alta.
- Chadwick Boseman (1976-2020) fu candidato come miglior attore protagonista nel 2021 per Ma Rainey's Black Bottom.
- Robbie Robertson (1943-2023) fu candidato al premio per la miglior colonna sonora nel 2024 per Killers of the Flower Moon.